# Labetalolo
Il labetalolo cloridrato è un farmaco usato per trattare l'ipertensione. Può essere somministrato per via endovenosa in situazioni ipertensive gravi o per via orale per la gestione dell'ipertensione a lungo termine. Dose e utilizzo sono limitati dal suo principale effetto collaterale, l'ipotensione posturale, vi è un notevole calo della pressione sanguigna quando ci si alza in piedi.
ll labetalolo è un antagonista competitivo a livello dei recettori sia α1 che β. Tuttavia la potenza della miscela di stereoisomeri nell'inibire i recettori β è da 5 a 10 volte maggiore rispetto agli α.

## Storia
Il Labetalolo è stato il primo farmaco sintetizzato che combina le proprietà di blocco α e β adrenergico. È stato creato per cercare di risolvere il problema del riflesso compensatorio dovuto al blocco di un singolo sottotipo recettoriale, vale a dire la vasocostrizione dopo aver bloccato i recettori β o la tachicardia dopo aver bloccato i recettori α. Poiché questo portava a un abbassamento della pressione sanguigna, è stato postulato che la debole inibizione di entrambi i sottotipi recettoriali adrenergici potesse lavorare unitamente per diminuire la pressione sanguigna.

## Indicazioni
È utilizzato come medicinale in cardiologia contro l'ipertensione, le aritmie comprese l'evento anginoso, crisi ipertensive del feocromocitoma. Nonostante sia riportato che sono attivi almeno come altre classi di farmaci antipertensivi nel controllare la pressione arteriosa, i β antagonisti non sono considerati farmaci di prima linea. Induce riduzione della pressione arteriosa, con scarso aumento della frequenza e della gittata cardiaca, dunque provoca una minore incidenza di tachicardia rispetto ad altri α1 bloccanti.
Un'opportuna selezione di α/β bloccanti è raccomandata per il controllo di ipertensioni severe (per es. di livello 2) e tali farmaci possono essere utili in caso di ipertensione essenziale e/o renale.
Risulta anche possedere un'attività anestetica locale.
La soluzione di labetalolo cloridrato somministrata per infusione endovenosa è utile in caso di grave ipertensione, anche in gravidanza, quando necessario un rapido assestamento della pressione sanguigna. Può essere inoltre somministrato in caso si voglia ottenere un'ipotensione controllata in anestesia.
L'assunzione invece di labetalolo cloridrato in compresse è indicata nel trattamento dell'ipertensione di ogni grado (lieve, moderata o grave) nei casi in cui sia richiesta somministrazione orale.

### Gravidanza e allattamento
Il labetalolo, sia per quanto riguarda la somministrazione orale che endovenosa, è in grado di oltrepassare la barriera placentare, quindi dovrebbe essere utilizzato solamente se i benefici prevedibili per la madre superano di gran lunga i rischi potenziali per il feto. Sulla base dell'esperienza sulla gravidanza umana, non è previsto un incremento del rischio di malformazioni congenite e gli studi su animali non indicano teratogenicità, però può dare effetti indesiderati a carico del feto e del neonato derivanti dall'azione farmacologica dei bloccanti dei recettori α e β adrenergici. Tali effetti potrebbero essere: ipotensione, bradicardia, depressione respiratoria e ipoglicemia.
Il labetalolo, inoltre, è escreto in piccole quantità nel latte materno. Non è stato riscontrato alcun effetto collaterale, ma è da usare con cautela.

### Interruzione del trattamento
Il trattamento con i β antagonisti deve essere interrotto gradualmente: si possono altrimenti avere gravi esacerbazioni di patologie cardiache e cardiovascolari come crisi anginose, aritmie o infarto cardiaco. Un trattamento cronico con questa tipologia di farmaci porta a una risposta modulatoria omeostatica dei recettori β adrenergici fino ad una loro sovra-esposizione. Al momento dell'interruzione del trattamento, alla stessa quota di catecolamine fisiologiche si avrà una risposta molto maggiore da parte del sistema nervoso simpatico. In questo modo viene quindi, da un momento all'altro, a sbilanciarsi l'equilibrio che c'era nel paziente in presenza di inibitore.

## Controindicazioni
Per quanto riguarda l'assunzione di compresse per via orale il farmaco è controindicato nei casi di: bradicardia, shock cardiogeno e altre condizioni connesse a questo con ipotensione prolungata e severa, insufficienza cardiaca congestizia e resistente al trattamento con digitalici. Blocco atrio-ventricolare di secondo o terzo grado, acidosi diabetica, insufficienza renale grave.
L'uso del farmaco per infusione o iniezione è controindicato per tutti i casi descritti precedentemente e per il controllo di episodi ipertensivi dopo infarto acuto del miocardio, quando è presente una bassa gittata cardiaca. Risulta controindicato anche nei casi di feocromocitoma non trattato, angina di Prinzmetal, scompenso cardiaco non compensato, disfunzione del nodo seno atriale, sindrome del seno malato, tranne che per i portatori di pacemaker. I β-bloccanti non selettivi inoltre, non devono essere utilizzati in pazienti con precedenti di malattie ostruttive delle vie aeree o con asma.
Un altro aspetto importante è legato al controllo glicemico: i β antagonisti andrebbero evitati nelle persone che soffrono di diabete perché questo tipo di recettore è importante proprio nella regolazione della glicemia, in particolare, nell'attività epatica di glicogenolisi. La loro attivazione si ha proprio nelle condizioni di ipoglicemia, per aumentare i livelli di glucosio. Nella persona diabetica si tende a controllare con i farmaci la glicemia ma, in caso di lieve sovradosaggio, l'organismo necessita del sistema simpatico per innalzare i livelli di glucosio nel sangue. In caso di co-trattamento con un β antagonista la capacità di risposta alle condizioni inaspettate di crisi ipoglicemiche viene meno. Questo potenziale pericolo si riscontra maggiormente per molecole antagoniste in modo non selettivo verso i recettori β, ma in misura minore può evidenziarsi anche con  farmaci β antagonisti selettivi, quali appunto il labetalolo o similari. L'interazione, inoltre, è più probabile per pazienti diabetici trattati con insulina o con antidiabetici orali quali ad esempio la glibenclamide.

## Farmacodinamica
Dopo somministrazione per via orale di questo farmaco si ha un blocco sia dei recettori α che β, con un rapporto di 1:3. I β-bloccanti inibiscono i recettori β del sistema adrenergico presenti nel cuore, riducendone il lavoro. Per quanto riguarda i recettori α, esso agisce in particolar modo sui sottotipi α1 determinando vasodilatazione.
Effetti positivi di tale farmaco li si ritrovano nella riduzione della gittata cardiaca e la pressione arteriosa, la quale risulta diminuita anche per riduzione delle resistenze vascolari periferiche. Grazie all'effetto di riduzione della conduzione elettrica a livello del cuore si ha una riduzione del lavoro e un miglioramento della performance cardiaca. Viene così a diminuire il consumo di ossigeno e questo spiega il suo utilizzo anche nell'angina pectoris. Sono presenti recettori β adrenergici anche a livello dell'apparato iuxtaglomerulare (a livello del rene), sede di controllo della secrezione di renina. L'utilizzo di β antagonisti porta quindi ad una inibizione della sua secrezione con effetto sulla volemia. L'utilizzo di un β antagonista porta infine ad una riduzione del tono simpatico basale o in risposta a calo pressorio mediato dal sistema nervoso centrale, aspetto importante in quello che può essere un ipertono adrenergico nel paziente. L'antagonismo β2 provoca inoltre broncocostrizione, ma una carbossiammide in meta (come la formammide del formoterolo e l'alcol salicilico dell'albuterolo) introduce agonismo β2 (residua attività ISA) che controbilancia l'azione, riducendo il rischio di broncospasmo.

## Farmacocinetica
Il labetalolo è attivo per via orale e resistente al metabolismo di fase I (prima fase del metabolismo di un farmaco o di altra molecola che porta ad aumento della sua idrosolubilità, con introduzione, in genere, di gruppi idrossilici). Presenta una bassa liposolubilità. Ha una biodisponibilità orale del 30-40% e un'emivita (indica il tempo richiesto per ridurre del 50% la quantità di un farmaco nell'organismo) di 5.5-8 ore. Si lega per il 50% alle proteine plasmatiche. Viene coniugato con acido glucuronico (fase II del metabolismo) a metaboliti glucuronidi inattivi prima dell'escrezione ed eliminato sia per via renale che per via biliare, nelle feci.

## Effetti indesiderati
Rallentando il ritmo del cuore possono indurre depressione del miocardio. È sconsigliato l'uso e utilizzato solo se non vi sono altre scelte in persone con episodi passati di asma e broncospasmo (la noradrenalina infatti, a livello dell'albero respiratorio agisce da broncodilatatore).
Altri effetti indesiderati sono cefalea, vertigini, nausea, sonnolenza, formicolio al cuoio capelluto, bradicardia, affaticamento, ipotensione ortostatica (perdita di riflesso vasocostrittore quando ci si pone in posizione verticale), rash, broncospasmo, congestione nasale (dilatazione delle arteriole della mucosa nasale), debolezza.
Anche la ritenzione idrica è un effetto collaterale, ma può essere compensato con la cosomministrazione di un diuretico. Se non ben calibrato il dosaggio di questi farmaci o se non si è individuato che il paziente soffre già di insufficienza cardiaca, andare a togliere il normale livello d'attività del sistema nervoso simpatico può essere pericoloso. Nelle persone che soffrono di insufficienza cardiaca è quindi preferibile usare un β1 selettivo con un'attività intrinseca ISA perché avendo questi composti una residua attività simpatico-mimetica possono funzionare da agonisti parziali quindi mantenere il livello basale dell'attività cardiaca.

## Associazioni
Il labetalolo si trova inoltre in associazione, in compresse rivestite somministrate per via orale, con un diuretico, il clortalidone. Questa associazione è impiegata nella terapia antipertensiva, negli stati ipertensivi essenziali e secondari di ogni grado. Questa associazione consente l'utilizzo di dosi minori di entrambi i principi attivi per ottenere gli stessi effetti terapeutici che si possono riscontrare con l'impiego di dosaggi pieni dei due componenti somministrati da soli. Questo accade perché i loro effetti, effetto α e β bloccante e diuretico e saluretico prolungato si integrano e si potenziano. I due farmaci non interagiscono tra di loro modificando i propri profili farmacocinetici. Il clortalidone in particolare è un diuretico tiazidico che inibisce il riassorbimento del sodio nel tubulo distale. Da questo deriva un'ottima tollerabilità del farmaco. Il betabloccante, inoltre, riduce la tendenza del diuretico a dare ipokaliemia.

## Interazioni con altri medicinali
Il labetalolo richiede particolare attenzione per quanto riguarda l'associazione con altri farmaci. Va evitata l'associazione con calcio-antagonisti (del tipo del Verapamil), perché potrebbe indurre ipotensione grave, bradicardia, scompenso cardiaco e disturbi della conduzione. Richiedono, invece, aggiustamento del dosaggio o comunque precauzioni particolari le associazioni con antiaritmici di classe I e amiodarone, perché possono provocare depressione della funzione miocardica. Con antidepressivi triciclici e anestetici possono invece aumentare il rischio o l'effetto di ipotensione. I pazienti che assumono cimetidina hanno bisogno di un dosaggio minore, perché può aumentare la biodisponibilità di labetalolo (e quindi il suo effetto). Anche chi è in cura con altri ipertensivi deve prestare attenzione: l'effetto antipertensivo potrebbe aumentare.

## Stereochimica
Labetalolo contiene due centri stereogenici e consiste di quattro stereoisomeri. Due di questi isomeri (S,S) E (R,S) sono relativamente inattivi, l'isomero (R,R) è un potente β-bloccante ma non selettivo con minimo antagonismo α1, e l'ultimo (S,R) è invece un potente α-bloccante.